# Texas v. White
Texas v. White war ein vor dem Obersten Gerichtshof der Vereinigten Staaten 1869 verhandelter Fall. Beteiligte Parteien waren der US-Bundesstaat Texas v. (= versus/ gegen) George W. White. 
In seiner Entscheidung stellte das Gericht fest, dass Texas seit seinem Eintritt in die Union immer Teil der Vereinigten Staaten war, obwohl es sich im Bürgerkrieg der Konföderation angeschlossen hatte. Des Weiteren stellte das Gericht fest, dass es nach der Verfassung einem Bundesstaat nicht möglich ist, durch einseitige Erklärung die Abspaltung herbeizuführen. Als Begründung zog das Gericht die Konföderationsartikel heran, in welchen die Vereinigten Staaten als fortdauernde Gemeinschaft der Bundesstaaten umschrieben sind. Im Urteil heißt es: „Die Verfassung geht in all ihren Bestimmungen von einer fortwährend beständigen Union ebenso fortwährender Einzelstaaten aus.“
Während des Krieges hatte die sezessionistische texanische Regierung Staatsanleihen der Vereinigten Staaten verkauft, nachdem ein Gesetz verabschiedet worden war, wonach der Gouverneur eine Staatsanleihe vor dem Verkauf zunächst indossieren musste. Texas ging vor Gericht, um Anleihen, die ohne ein solches Indossament an die Beklagten (u. a. George W. White) verkauft worden waren, zurückzuerhalten. Ob Texas Mitglied der Vereinigten Staaten war, war dabei für die Zuständigkeit des Obersten Gerichtshofs entscheidend.
Das von Salmon P. Chase verfasste Urteil wurde seitens vieler Texaner deshalb in Frage gestellt, da Chase selbst zuvor, bevor er 1864 Oberster Richter wurde, als Kabinettsmitglied (Finanzminister 1856 bis 1860) in der Regierung von Lincolns eine führende Rolle in der Union innehatte. Sie waren der Meinung, Chase hätte den Fall wegen Befangenheit nicht entscheiden dürfen.
Auch nach Rechtskraft des Urteils blieb es umstritten. Frühere Anhänger der Konföderation, unter ihnen Jefferson Davis und Alexander Stephens, aber auch Rechtstheoretiker wie Lysander Spooner sprachen sich gegen die Entscheidung und für ein Sezessionsrecht der Bundesstaaten aus.